# 羽生三七
羽生 三七（はにゅう さんしち、明治37年（1904年）1月13日 - 昭和60年（1985年）12月30日）は、大正、昭和期の日本の政治家、社会運動家。日本社会党参議院議員。「参議院の良心」と呼ばれた論客であった。

## 経歴
明治37年（1904年）1月13日長野県下伊那郡鼎村（現・飯田市）に米屋の長男として生まれる。飯田の松濤義塾に学び、家業のかたわら青年運動に参加する。山川均と出会い社会主義運動に加わるようになる。大正11年（1922年）秋、「下伊那文化会」を発展させ、自由青年連盟（Liberal Younger's League）を結成し、機関誌『第一線』を発行する。大正13年（1924年）治安警察法違反で検挙、起訴され、禁固4か月の判決を受ける。
幾度か投獄を繰り返しながら、労働農民党に参加し、昭和7年（1932年）鼎村村議に立候補し当選する。無産諸党が大同団結し、社会民衆党を発足させると、羽生も同党に参加する。昭和10年（1935年）社会民衆党から長野県会議員選挙に立候補し当選、県議となる。国民運動研究会、昭和研究会に参加する。
終戦後、日本社会党結成に参加する。昭和21年（1946年）鼎村村長を経て、昭和22年（1947年）第1回参議院議員通常選挙に長野地方区から社会党公認で立候補し当選する。当選回数5回でいずれもトップ当選であった。この間、参議院農林委員長を務めた時期を除き、一貫して外務委員会に籍を置き、外務委員、外務委員会理事を務め、日ソ国交回復や日米安保条約改定など外交・防衛問題に関する論客として鳴らした。
昭和52年（1977年）政界を引退する。同年7月、鼎町名誉町民第1号として表彰される。
戦前の社会主義運動の闘士という経歴に加え、良識の府である参議院を代表する人物として、説得力に溢れる質問は、与野党を超えて高い評価を得た。羽生の質問のスタイルは、爆弾発言のような政府を追及するような性質のものとは異なり、社会党ならどうするかということを常に念頭に置いたものであった。また、一回の質問をするのに膨大な勉強をし3冊のノートを作成したという。引退に当たり、昭和52年（1977年）6月9日の外務委員会が最後の舞台であったが、福田赳夫首相は答弁の最後で羽生の30年間の議員生活をねぎらい、自身も引退を表明していた寺本広作外務委員長は、同じく引退を表明していた伊藤五郎と羽生に対して、感謝の言葉を贈った。
昭和60年（1985年）12月30日死去。享年81。

## 選挙歴
| 当落                        | 選挙                    | 施行日        | 選挙区       | 政党       | 得票数  | 得票率 | 得票順位 /候補者数 | 比例区 | 比例順位 /候補者数 |
| --------------------------- | ----------------------- | ------------- | ------------ | ---------- | ------- | ------ | ------------------ | ------ | ------------------ |
| 当                          | 第1回参議院議員通常選挙 | 1947年4月20日 | 長野県地方区 | 日本社会党 | 163,829 | 25.4   | 1/6                | -      | -                  |
| 当                          | 第3回参議院議員通常選挙 | 1953年4月24日 | 長野県地方区 | 左派社会党 | 231,380 | 28.2   | 1/6                | -      | -                  |
| 当                          | 第5回参議院議員通常選挙 | 1959年6月2日  | 長野県地方区 | 日本社会党 | 278,867 | 34.9   | 1/7                | -      | -                  |
| 当                          | 第7回参議院議員通常選挙 | 1965年7月4日  | 長野県地方区 | 日本社会党 | 424,791 | 47.3   | 1/3                | -      | -                  |
| 当                          | 第9回参議院議員通常選挙 | 1971年6月27日 | 長野県地方区 | 日本社会党 | 367,045 | 41.8   | 1/4                | -      | -                  |
| 当選回数5回 （参議院議員5） |                         |               |              |            |         |        |                    |        |                    |